# Nguyễn Minh Quang (Hải Phòng)
Nguyễn Minh Quang (sinh ngày 29 tháng 6 năm 1969) là một Đại tá của Quân đội nhân dân Việt Nam, hiện là Chỉ huy trưởng Bộ Chỉ huy quân sự thành phố Hải Phòng thuộc Quân khu 3, Đại biểu Quốc hội Việt Nam khóa XV thuộc đoàn đại biểu thành phố Hải Phòng.

## Tiểu sử
Nguyễn Minh Quang sinh ngày 29 tháng 6 năm 1969 tại xã Tiên Minh, huyện Tiên Lãng, thành phố Hải Phòng. Ông tham gia vào Quân đội nhân dân Việt Nam từ tháng 3 năm 1989 với vai trò là Chiến sĩ Đoàn 588, Chiến sĩ Phòng Tham mưu, Bộ Chỉ huy Quân sự tỉnh Hải Hưng. Từ tháng 9 năm 1991, ông học tại Trường Sĩ quan Lục quân 1. Trong thời gian học tập tại trường, ông được kết nạp vào Đảng Cộng sản Việt Nam ngày 6 tháng 4 năm 1993. Đến tháng 9 năm 1994, dù chưa hoàn thành bậc đại học, ông vẫn trở thành Trung đội trưởng của Đại đội 2, Tiểu đoàn 1 thuộc Trung đoàn 2 và sau đó là Đại đội trưởng của Đại đội 30, Phòng Tham mưu của Sư đoàn 395 thuộc Quân khu 3. Tháng 9 năm 2000, ông quay lại trường Sĩ quan Lục Quân 1 để hoàn thiện bậc đại học.
Sau khi chính thức tốt nghiệp, ông quay lại công tác ở Sư đoàn 395. Đến tháng 3 năm 2006, ông trở thành Trợ lý Ban Tác huấn của Phòng Tham mưu thuộc Bộ Chỉ huy Quân sự thành phố Hải Phòng, sau đó là Phó Tham mưu trưởng Trung đoàn 50 và Phó Trưởng Ban Tác huấn Phòng Tham mưu. Từ tháng 3 năm 2010 đến tháng 2 năm 2012, ông vừa tham gia đào tạo tại Học viện Lục quân, vừa giữ chức vụ Phó Chỉ huy trưởng kiêm Tham mưu trưởng Ban Chỉ huy Quân sự quận Hồng Bàng. Tháng 3 năm 2012, ông trở thành Trưởng ban Tác huấn kiêm Bí thư Chi bộ Phòng Tham mưu, Bộ Chỉ huy Quân sự thành phố Hải Phòng. Đến tháng 3 năm 2015, ông được bổ nhiệm làm Chỉ huy trưởng Ban Chỉ huy Quân sự huyện An Dương. Một năm sau thì ông được điều làm Chỉ huy trưởng Ban Chỉ huy Quân sự quận Đồ Sơn, lúc này ông mang hàm Thượng tá.
Nguyễn Minh Quang trở thành Phó Chỉ huy trưởng của Bộ Chỉ huy Quân sự thành phố Hải Phòng vào tháng 9 năm 2019 và thăng làm Chỉ huy trưởng chỉ nửa năm sau đó. Tháng 4 năm 2021, ông được cử tri địa phương giới thiệu ứng cử Đại biểu Quốc hội. Đến tháng 6 năm 2021, ông trúng cử Đại biểu Quốc hội Việt Nam khóa XV với tỷ lệ số phiếu hợp lệ là 91,49%.